# Blacourt
Blacourt település Franciaországban, Oise megyében. Lakosainak száma 576 fő (2022. január 1.). Blacourt Cuigy-en-Bray, Espaubourg, Hodenc-en-Bray, Lachapelle-aux-Pots, Saint-Aubin-en-Bray, Senantes és Villembray községekkel határos.

## Népesség
A település népességének változása:
| Lakosok száma | 618  | 658  | 634  | 602  | 574  | 569  | 568  | 560  | 576  |
|               | 2013 | 2015 | 2016 | 2017 | 2018 | 2019 | 2020 | 2021 | 2022 |